# Petach Tikva
Petach Tikva (hebrejsky פֶּתַח תִּקְוָה, doslova Brána k naději, arabsky بتاح تكفا, v oficiálním přepisu do angličtiny Petah Tiqwa, přepisováno též Petah Tikwa nebo Petah Tikva) je město v Centrálním distriktu Státu Izrael. Je též označováno jako Matka kolonií (אם המושבות – Em ha-Mošavot)

## Geografie
Leží v nadmořské výšce 15 metrů v Šaronské planině východně od Tel Avivu, v aglomeraci Guš Dan. Severně od města protéká směrem k Středozemnímu moři řeka Jarkon.
Město je na dopravní síť napojeno soustavou četných dálničních tahů. Na západě je to dálnice číslo 4, na severu dálnice číslo 5, na východě dálnice číslo 6 (Transizraelská dálnice). Město je rovněž napojeno na železniční trať Tel Aviv – Ra'anana. Funguje tu železniční stanice Petach Tikva Kirjat Arje a železniční stanice Petach Tikva Sgula.

## Dějiny

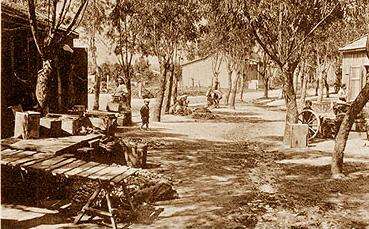
Petach Tikva v roce 1912

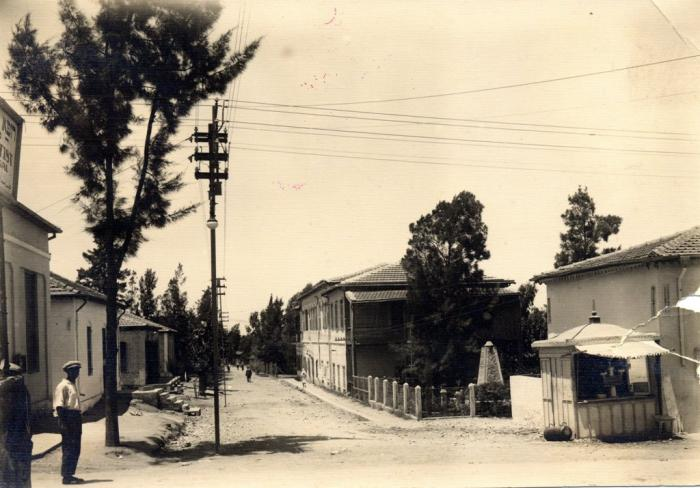
Petach Tikva ve 20. letech 20. století

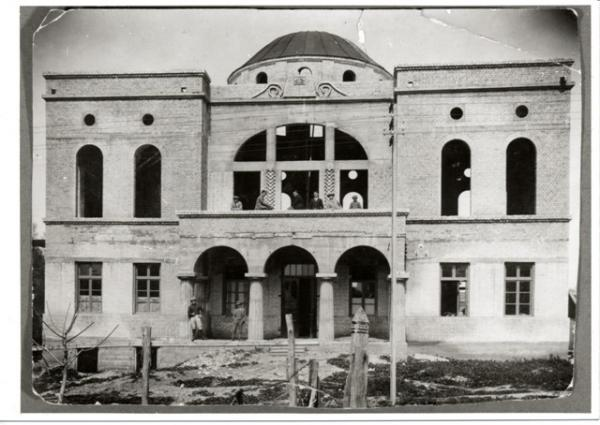
Ješiva v Petach Tikva ve 20. letech 20. století

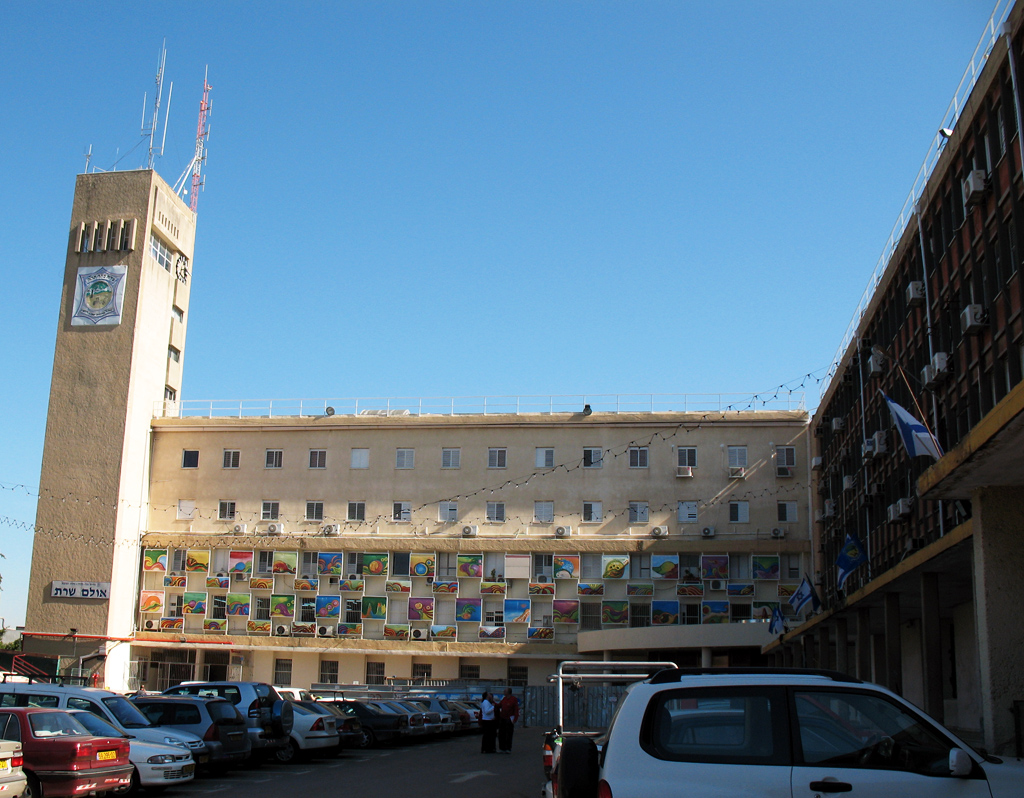
Budova radnice v Petach Tikva

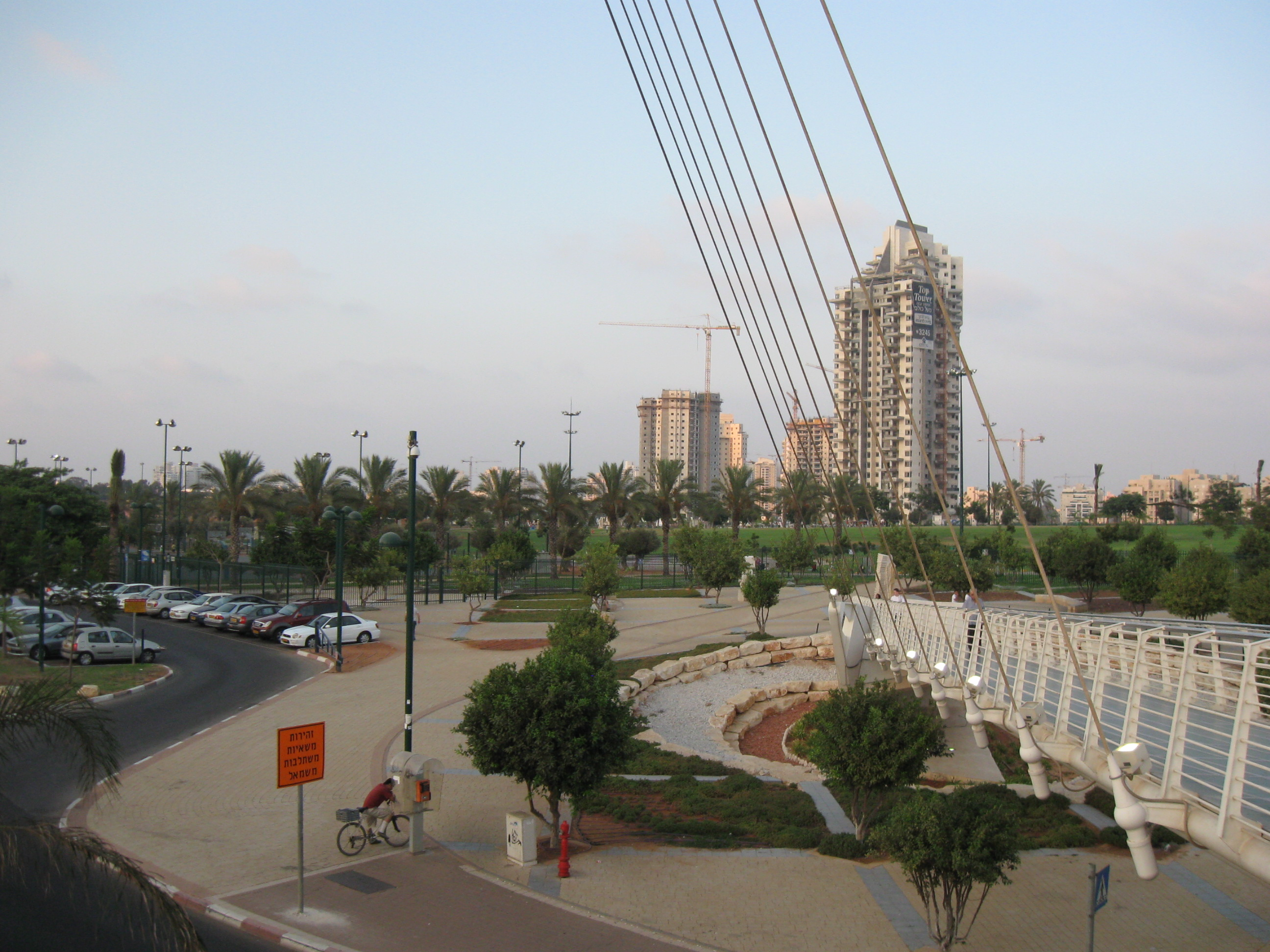
Most Santiaga Calatravy a parkový areál v Petach Tikva

Petach Tikva byla založena v roce 1878 židovskými osadníky z Jeruzaléma, jako vůbec první moderní židovská zemědělská osada v tehdejší osmanské Palestině. Jméno bylo inspirováno biblickým veršem: Zas jí dám její vinice, dolinu Akór jako bránu k naději. Tam mi opět odpoví jako za dnů mládí, jako v den, kdy vystoupila z egyptské země. (Oz 2,17).
Osadníci opravdu zprvu plánovali na základě verše založit nové město v údolí Akór (v blízkosti Jericha), kde již koupili půdu, turecký sultán ale koupi zrušil a založení osady zakázal. Nenechali se ale odradit a roku 1878 odkoupili od dvou arabských statkářů Samira Kasra a Antona Tiana 3,4 čtverečního kilometru zemědělské půdy blízko pramene řeky Jarkon. V zimě roku 1879 zahájili osadníci zemědělské obdělávání nově nabyté půdy. Tato oblast byla ale bažinatá a obyvatele postihla epidemie malárie, Byli proto donuceni se dočasně evakuovat do prostoru poblíž tehdejší arabské vesnice al-Jahudija (dnes město Jehud-Monoson). Po pár letech se sem mohli nastěhovat zpět, protože mezitím pokročilo vysoušení močálů. Roku 1884 započal Arje Leib Frumkin v Petach Tikva výstavbu prvních stálých domů. Ve městě vznikaly zemědělské školy, kde další osadníci dozvěděli, jak správně obdělávat půdu a jak úspěšně zakládat další města. Osada byla zpočátku udržovaná organizací Chovevej Cijon, ale kvůli finančním potížím ji poskytl pomoc baron Edmond James de Rothschild, který roku 1888 převzal 28 zdejších farmářů pod svou ochranu. Od počátku 20. století přešla patronace nad osadou z osoby barona Rothschilda na jím založenou Jewish Colonization Association.
Počátkem 20. století se začala osada výrazněji rozrůstat. Přibyly nové čtvrti nebo samostatné vesnice vytvářející aglomeraci hustého zemědělského osídlení. V roce 1909 to byla Ejn Ganim, roku 1912 Machane Jehuda. V roce 1925 Giv'at ha-Šloša, o rok později Gat Rimon. Roku 1928 následovala čtvrť Kfar Ganim, rok nato Kfar Avraham. V průběhu první světové války město sloužilo jako útočiště pro ty obyvatele Tel Avivu a Jafy, kteří byli vysídleni tureckými úřady. Město leželo v blízkosti frontové linie mezi Turky a Brity a utrpělo značné škody. Roku 1921 život v osadě poznamenaly arabské nepokoje, při kterých zahynuli čtyři místní obyvatelé.
Ve dvacátých letech 20. století se Petach Tikva začala ze zemědělské osady urbanizovat, roku 1922 získala status samosprávné místní rady (malého města), jako první v tehdejší mandátní Palestině. Roku 1937 pak získala status města. Po izraelském vyhlášení nezávislosti v roce 1948 se Petach Tikva spojila s okolními osadami a dosáhla počtu obyvatel okolo 22 000.

## Ekonomika a kultura
Petach Tikva je po Haifě druhým nejvýznamnějším průmyslovým centrem. Z tradičních odvětví se zde nachází textilní, metalurgický, dřevozpracující, gumárenský a potravinářský průmysl; v posledních letech se zde rozvíjí mnoho hi-tech odvětví, zejména elektronika, telekomunikace a farmacie.
Kvůli svému industriálnímu charakteru není město příliš turisticky atraktivní, k nejvýznamnějším architektonickým pamětihodnostem patří most Santiaga Calatravy a Rothschildův oblouk, nachází se zde také muzeum umění a zoologická zahrada. Funguje tu velká Rabinova nemocnice a je zde také fotbalový stadion ha-Mošava.

## Demografie
Podle údajů z roku 2009 tvořili naprostou většinu obyvatel Židé – přibližně 194 600 osob (včetně statistické kategorie „ostatní“, která zahrnuje nearabské obyvatele židovského původu, ale bez formální příslušnosti k židovskému náboženství, přibližně 209 400 osob).
Jde o obec velkoměstského typu s dlouhodobě rostoucí populací. K 31. prosinci 2015 zde žilo 231 000 lidí.
| Rok  | Obyvatelé |
| ---- | --------- |
| 1948 | 21 879    |
| 1949 | 24 800    |
| 1950 | 31 800    |
| 1951 | 40 000    |
| 1952 | 41 000    |
| 1953 | 43 500    |
| 1954 | 43 800    |
| 1955 | 44 800    |
| 1956 | 45 400    |
| 1957 | 47 300    |
| 1958 | 48 800    |
| 1959 | 50 400    |

| Rok  | Obyvatelé |
| ---- | --------- |
| 1960 | 52 900    |
| 1961 | 55 000    |
| 1962 | 58 700    |
| 1963 | 62 700    |
| 1964 | 66 600    |
| 1965 | 68 900    |
| 1966 | 71 400    |
| 1967 | 73 500    |
| 1968 | 76 700    |
| 1969 | 80 000    |
| 1970 | 83 200    |
| 1971 | 87 200    |

| Rok  | Obyvatelé |
| ---- | --------- |
| 1972 | 92 400    |
| 1973 | 100 000   |
| 1974 | 103 400   |
| 1975 | 106 800   |
| 1976 | 109 500   |
| 1977 | 112 000   |
| 1978 | 114 400   |
| 1979 | 117 000   |
| 1980 | 119 800   |
| 1981 | 121 700   |
| 1982 | 124 000   |
| 1983 | 123 900   |

| Rok  | Obyvatelé |
| ---- | --------- |
| 1984 | 128 300   |
| 1985 | 129 300   |
| 1986 | 130 700   |
| 1987 | 132 100   |
| 1988 | 133 600   |
| 1989 | 135 400   |
| 1990 | 144 000   |
| 1991 | 148 900   |
| 1992 | 150 900   |
| 1993 | 151 100   |
| 1994 | 152 000   |
| 1995 | 151 327   |

| Rok  | Obyvatelé |
| ---- | --------- |
| 1996 | 152 752   |
| 1997 | 155 169   |
| 1998 | 159 390   |
| 1999 | 164 300   |
| 2000 | 167 454   |
| 2001 | 170 745   |
| 2002 | 172 600   |
| 2003 | 173 800   |
| 2004 | 176 200   |
| 2005 | 179 400   |
| 2006 | 184 200   |
| 2007 | 188 900   |

| Rok  | Obyvatelé |
| ---- | --------- |
| 2008 | 200 300   |
| 2009 | 209 600   |
| 2010 | 211 100   |
| 2011 | 210 400   |
| 2012 | 213 900   |
| 2013 | 219 300   |
| 2014 | 225 400   |
| 2015 | 231 000   |
| 2016 | 236 200   |
| 2017 | 240 400   |
| 2018 | 244 300   |

## Partnerská města
- Chicago, Illinois, USA
- Laval, Québec, Kanada
- Koblenz, Německo
- Odense, Dánsko
- Trondheim, Trøndelag, Norsko